# Orientación (Prison Break)
| "Orientación"      | "Orientación"            |
| ------------------ | ------------------------ |
| Capítulo #         | Temporada 3, Capítulo 1  |
| Guion              | Paul Scheuring           |
| Director           | Kevin Hooks              |
| Emisión en USA     | 17 de septiembre de 2007 |
| Cronología         |                          |
| Capítulo anterior  | Sona                     |
| Capítulo siguiente | Fire/Water               |

"Orientación" es el primer capítulo de la tercera temporada de la serie de televisión Prison Break, el cual salió al aire el 17 de septiembre del año 2007, a través de FOX, en los Estados Unidos.

## Resumen
Michael (Wentworth Miller) y Mahone (William Fichtner) entran en el patio de Sona y observan una lucha brutal entre dos presos. Lincoln (Dominc Purcell) intenta convencer a uno de los agentes del Consulado Americano en Panamá de trasladar a Michael a una prisión más segura y que le sean retirados los cargos. Él le explica a Lincoln que después de los motines del año pasado, Sona se ha quedado sin guardias y son los mismos presos los que intentan sobrevivir ahí, pues Sona es una prisión de máxima seguridad, donde "el que entra, nunca sale vivo". Lincoln le explica que Michael no asesinó a Kim intencionalmente, sino que era para autoprotegerse. El agente le dice a Lincoln que él puede transferir a Michael a una prisión más segura y más limpia.
En Sona, Mahone le dice a Michael que ambos necesitan aliarse dentro de la prisión para poder sobrevivir allí. Pero Michael no quiere involucrarse con Mahone porque no puede olvidar que él mató a su padre. Michael, Mahone y los presos nuevos son llevados en grupo hasta una habitación de la cárcel, donde los espera Lechero (Robert Wisdom), el preso que es como la autoridad en Sona. Lechero les explica las reglas que deben cumplir dentro de Sona. Él les dice que la regla principal ahí es que: si un hombre tiene un problema con otro, lo resuelven en una pelea hasta que uno muera. Lechero le dice a Michael que él está enterado de toda su historia.
T-Bag (Robert Knepper) es también llevado a Sona y de inmediato se integra en el grupo de Lechero. Bellick (Wade Williams) es obligado a limpiar los baños y es maltratado por los demás presos. Mientras está limpiando, descubre que uno de los presos (Chris Vance) está en el sótano, escondido en las alcantarillas de la prisión. El preso le dice que entregue un mensaje a cambio de comida.
Uno de los presos acusa a Michael de haberle robado una bolsa con drogas. El preso reta a Michael y empieza a ahorcarlo, pero enseguida entra Lechero y les dice que los problemas se arreglan afuera, y los desafía a una pelea. Michael le dice a Lechero que él no quiere problemas y no va a pelear, pero él le dice que sino pelea lo van a buscar y que será peor para él. Mahone aconseja a Michael a pelear sucio y le indica lo que tiene que hacer. Cuando llega la hora de la pelea, Bellick le deja un mensaje escrito en los bolsillos a Michael y a su oponente. Una vez que ambos están en el patio, Michael le grita a Lechero que él no quiere pelear. Cuando el preso se voltea a ver a Lechero Michael lo golpea y el preso cae al suelo. Una vez que ya el preso casi no se puede levantar Michael intenta salir del círculo de la pelea, pero no puede porque está rodeado por muchos presos que gritan y animan la lucha. El preso se levanta y golpea a Michael y empieza una pelea fuerte entre ambos. El preso llevaba una navaja, pero Mahone interviene, lo apuñala y lo mata.
Los guardias, que resguardan la prisión desde afuera, esperan a que un grupo de presos saquen los cuerpos sin vida de los que murieron en las peleas. Desde afuera una mujer (Danay Garcia) grita por su marido. Cuando los guardias dejan los cadáveres en las afueras de Sona, la mujer busca en los bolsillos el mensaje que Bellick había dejado.
Mientras tanto, en la ciudad de Panamá, Lincoln recibe una llamada de la policía y le dicen que han encontrado una mujer con las características que él describió de Sara, Lincoln es llevado a la morgue a identificar si el cuerpo es de Sara o no. Lincoln dice que no es Sara. Más adelante, L.J. (Marshall Allman) llama a Lincoln y le dice que está en Panamá, y quedan con encontrarse en un restaurante en la ciudad. Cuando Lincoln llega, una de los agentes de La Compañía (Jody Lyn O'Keefe), le habla sobre L.J. y Sara. Al final, Lincoln visita a Michael en la prisión y le muestra un video donde sale L.J. diciendo que lo tienen secuestrado, junto con Sara. Dice que a menos de que Michael se escape de Sona junto con uno de los presos (Whistler, el que está escondido entre los muros de la cárcel en el sótano) lo matarán a él o a Sara.

## Audiencia
Orientación tuvo un promedio de 7.41 millones de televidentes en su estreno en los Estados Unidos, la más baja recepción que la serie ha tenido para un estreno de temporada. Se ubicó en el segundo lugar en audiencia del horario, con la mayor audiencia joven-adulto de la franja.
- Datos: Q1467931